# 42cmガンマ臼砲
42cmガンマ臼砲（42センチガンマきゅうほう、42 cm kurze Marinekanone L/16）とは第一次世界大戦から第二次世界大戦にかけて使用されたドイツ軍の重臼砲である。
第一次世界大戦で要塞を破壊する目的で作られた重臼砲の一つで、クルップ社の三番目であったことからガンマの名前を与えられた。基本的な構造は30.5cm Beta-Gerät.の拡大であった。
正確な生産数は不明だが10門が作られたと言われており、そのうちの1門がヴェルサイユ条約での武装解除で破壊されずに生き残り、第二次世界大戦では1940年のマジノ線、セヴァストポリ包囲戦、ワルシャワ蜂起で使用された。